# Taurodontismo
A taurodontia (tauro = touro e dont = dente) é o aumento do corpo e câmara pulpar de um dente multirradicular, com deslocamento apical do assoalho pulpar e bifurcação das raízes. Este padrão de formação do molar foi encontrado em antigos Neandertais e ocorre em animais ruminantes.